# سموكبورب
عمر جيفري بينيرو (بالإنجليزية: Smokepurpp)‏  (من مواليد 15 مايو 1997)، المعروف مهنيًا باسم سموكبورب ، هو مغني راب أمريكي ومغني وكاتب أغاني ومنتج تسجيلات. في الأصل منتج قياسي، وجد بينيرو لاحقًا نجاحًا على منصة توزيع الصوت SoundCloud في عام 2016 بعد أن أصبحت أغنيته "Audi" منتشرة. كان بينيرو جزءًا من حركة " SoundCloud rap "، بسبب تأثيره على الفنانين مثل ليل بامب الذين دخلوا سوق الموسيقى السائدة منذ ذلك الحين.
أصدر بينيرو أول ألبوم تجاري خاص به Deadstar في 28 سبتمبر 2017،  وبلغ الألبوم ذروته في رقم 42 على مخطط ألبومات Billboard 200.

## حياة سابقة
ولد عمر جيفري بينيرو في 15 مايو 1997  في شيكاغو، إلينوي. انتقل هو وعائلته إلى ميامي، فلوريدا عندما كان عمره ثلاث سنوات. في حديثه عن نشأته، وصف بينيرو نفسه خلال المدرسة الثانوية بأنه فرد هادئ أحاط نفسه بمجموعات متنوعة من الناس.
بدأ Pineiro مسيرته الموسيقية كمنتج، وهي هواية اختارها بسبب الملل. أثناء القيام بذلك، كان له تأثير كبير في جعل صديقه ليل بامب في موسيقى الراب كذلك. بدأ الراب عندما لم يشتري أحد ألحانه المنتجة، وبسبب نجاح العديد من الأغاني على منصة توزيع الصوت ساوند كلاود، ترك بينيرو المدرسة الثانوية في سنته الأخيرة.

## المسيرة المهنية
بدأ بينيرو في الأصل في متابعة الموسيقى في المدرسة الثانوية، بدءًا كمنتج. بدأ بينيرو في الراب بسبب عدم وجود أشخاص يشترون بالفعل ألحانه المنتجة. تم إصدار أول أغنية لـ بينيرو على ساوند كلاود في عام 2015، لكن سرعان ما حذفها بينيرو بسبب نقص جودتها، وسرعان ما تم تحميل أغنيته الثانية "Live Off A Lick" التي تضم مغني الراب من فلوريدا المعروف ب إكس إكس إكس تنتاسيون. ترك بينيرو في نهاية المطاف المدرسة الثانوية بسبب مهنته الموسيقية الناشئة.  أصدر بينيرو في وقت لاحق أول فيديو موسيقي له في 23 سبتمبر 2014 بعنوان "It's Nothin" مع مغني الراب ليل أمينوس، وهو أيضًا ابن عمه
في مارس 2017، وقع بينيرو صفقة تسجيل مشروع مشترك مع ألامو ريكوردز وإنترسكوب ريكوردز. بعد ذلك، أعلن عن ألبومه الأول في 9 مارس 2017 على منصة التواصل الاجتماعي تويتر.  بعد عدة أيام في 14 مارس 2017، أعلن بينيرو أن أول مزيج تجاري له سيكون بعنوان «ديد ستار».

## روابط خارجية
- سموكبورب على موقع ميوزك برينز (الإنجليزية)
- سموكبورب على موقع أول ميوزيك (الإنجليزية)